# Riccia fluitans
Espèce
Riccia fluitans, ou Riccie flottante (parfois dénommé Riccie des flots), est une espèce d'hépatiques à thalles flottante souvent utilisée en aquarium, qui vit dans des sols vaseux ou sur la partie envoyée des berges d'étangs ou de cours d'eau.

## Dans la nature
Elle se présente généralement comme un tapis proche de la surface ou de surface, constitué de brins entremêlés sur quelques centimètres d'épaisseur. Le tissu végétal appelé thalle est divisé en fourches. On la trouve parfois près des berges de canaux ou cours d'eau très lents, fossés ou pièces d’eau, formant des taches souvent ponctuelles ou peu étendues, mais occupant exceptionnellement des surfaces plus étendues.
Les phytosociologues notant que cette hépatique est souvent accompagnée de Lemna trisulca et de lentilles d'eau (ex. : Lemna minor, Spirodela polyrhiza) et parfois Ricciocarpos natans) ; Sans floraison marquée, ces espèces ont une reproduction végétative, formant un tapis devenant dense en début d'été et disparaissant en hiver (en zone tempérée).
Elle est classée en France « rare » et en Europe d« intérêt communautaire ».

## En aquariophilie
La culture en aquarium de cette hépatique est assez facile, pour peu que l'eau soit assez riche en fer et l'éclairage correct, sans trop de courant de surface.
Cette plante est utilisée par certains poissons (Colisa) pour faire leur nid et pondre leurs œufs. Elle abrite de nombreux animalcules, permettant de nourrir les alevins. Elle permet aussi de diminuer la lumière atteignant le fond de l'aquarium.
Elle est facilement disponible en commerce aquariophile.
Dans de rares circonstances, elle peut couler et se développer au fond de l'aquarium, présentant une couleur plus foncée.